# Asch-Schalatin
asch-Schalatin (arabisch الشلاتين, DMG aš-Šalātayn; konsistente Straßenbeschilderung: al Shalaten – weitere Schreibweisen: Bi’r Schalatain, Bir Shelatin, Shalatin u. a.) ist eine Stadt in Ägypten an der nördlichen Grenze des Hala’ib-Dreiecks.

## Geografische Lage

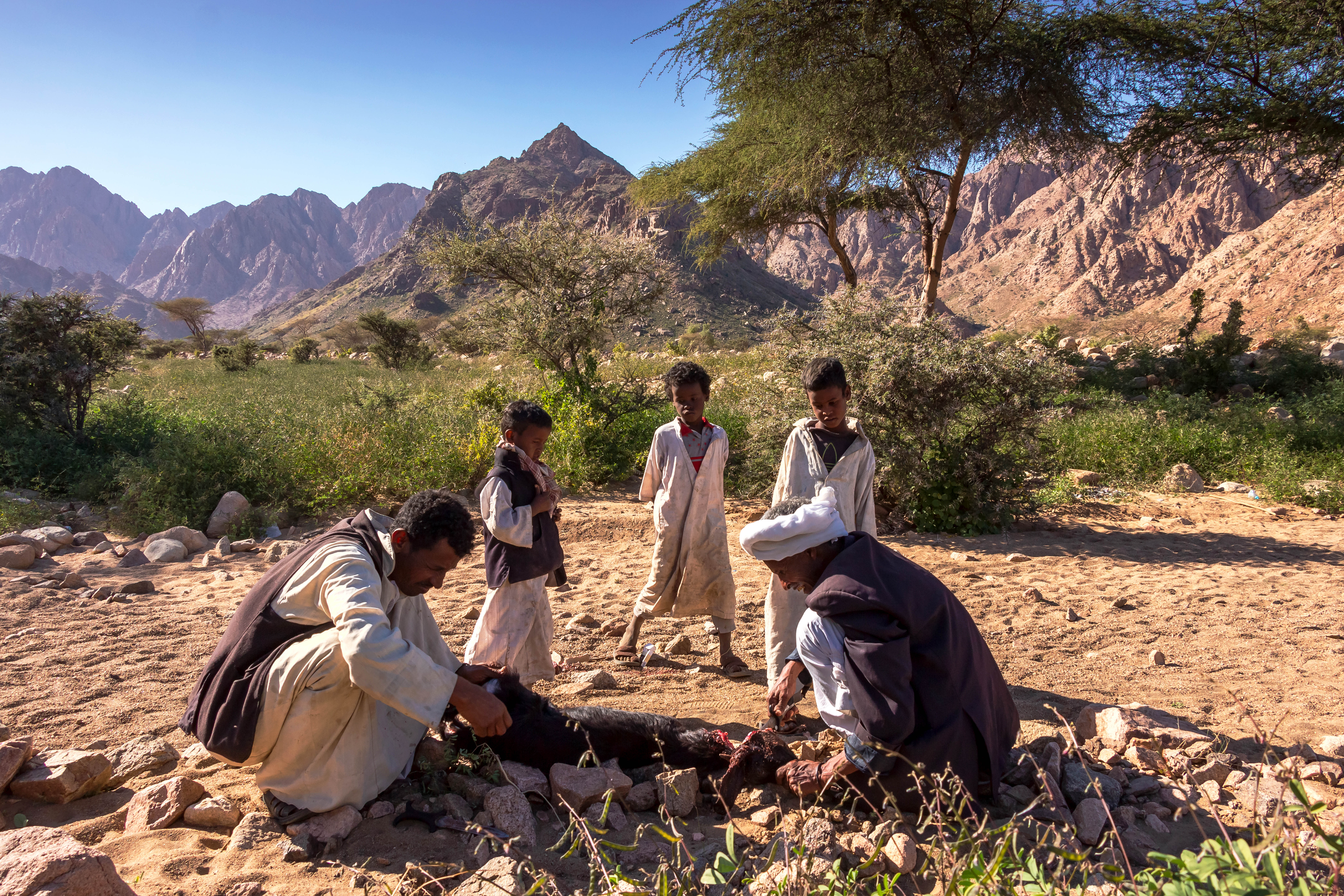
Gebirge in der Umgebung von asch-Schalatin

Sie liegt rund 250 km südlich von Marsa Alam und stellt die administrative Grenze zum Sudan dar. Die – umstrittene – politische Grenze ist zwar noch etwa 140 km weiter südlich gelegen, aber hier befindet sich die offizielle Zoll- und Passkontrolle; das „Niemandsland“ dazwischen, auch Hala’ib-Dreieck genannt, befindet sich seit 2000 wieder unter ägyptischer Verwaltung.

## Bevölkerung
Nach der Volkszählung vom 11. November 2006 hatte die Stadt asch-Schalatin 6.731 Einwohner.
Die in violetten Galabiyyas gekleideten einheimischen Rashaida sind ein durch Kamelzucht reich gewordener Beduinenstamm. Die Tiere kaufen sie bis heute von den Volksgruppen der Bischarin und Ababda aus dem Sudan auf, die sie nur bis hierher treiben dürfen. Deren Statussymbole sind die Peitsche und das Krummmesser.

## Geschichte
Die Stadt und ihre Umgebung waren bis 2004 Sperrgebiet und konnte nur mit entsprechenden Papieren aus Hurghada oder Kairo angefahren werden.

## Sehenswürdigkeiten
Die zirka 5 km von der Küste entfernt liegende Stadt wird inzwischen von einigen Reisebussen aus den touristischen Zentren angefahren. Die Stadt beginnt gerade erst eine touristische Infrastruktur zu entwickeln. So findet man seit Mitte 2005 ein einfaches Hotel in der Stadt.
Bis heute sind die Einwohner keinerlei Art von Tourismus gewöhnt, was sich aufgrund der abgeschiedenen Lage nur sehr langsam ändern wird. Männer wie Frauen sollten sich daher in diesem Gebiet körperlich vollständig bedeckt halten. Nur nach einer Bitte um Erlaubnis sollte fotografiert werden. Englischkundige sind sehr selten. In asch-Schalatin gilt Alkohol in der Öffentlichkeit noch als bestrafenswerte Gotteslästerung.
Der wenige Kilometer südlich der Stadt liegende Kamelmarkt ist sehenswert. Allerdings werden nur wenige Kamele für die Zucht angetrieben, sondern überwiegend Dromedare als Arbeitstiere und Jungtiere als Fleischlieferanten umgeschlagen. Er sollte bereits am frühen Vormittag aufgesucht werden. Freitags (islamischer Ruhetag) wird der Betrieb ab Mittag eingestellt.
In absehbarer Zeit wird sich die Grenze zum Hala’ib-Dreieck öffnen. 30 km vor der Grenze zum Sudan liegt 20 bis 25 km landeinwärts der Nationalpark Gebel Elba, der sich als neuer Touristenmagnet anbietet.

## Bildergalerie

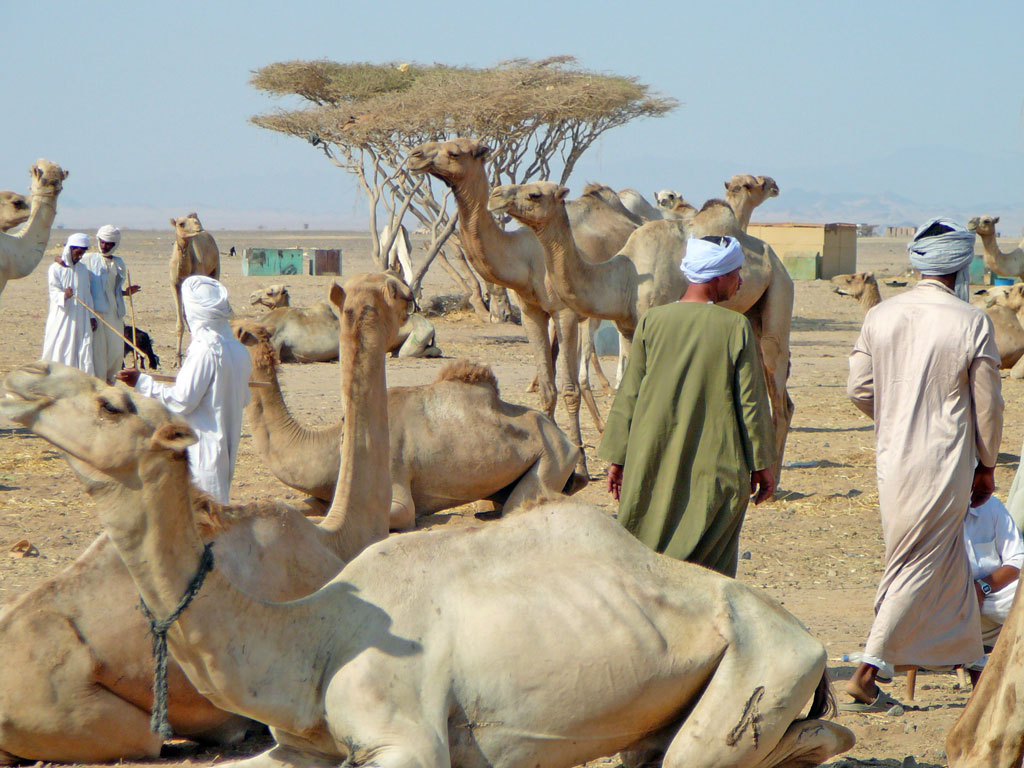
Verhandlung auf dem Markt
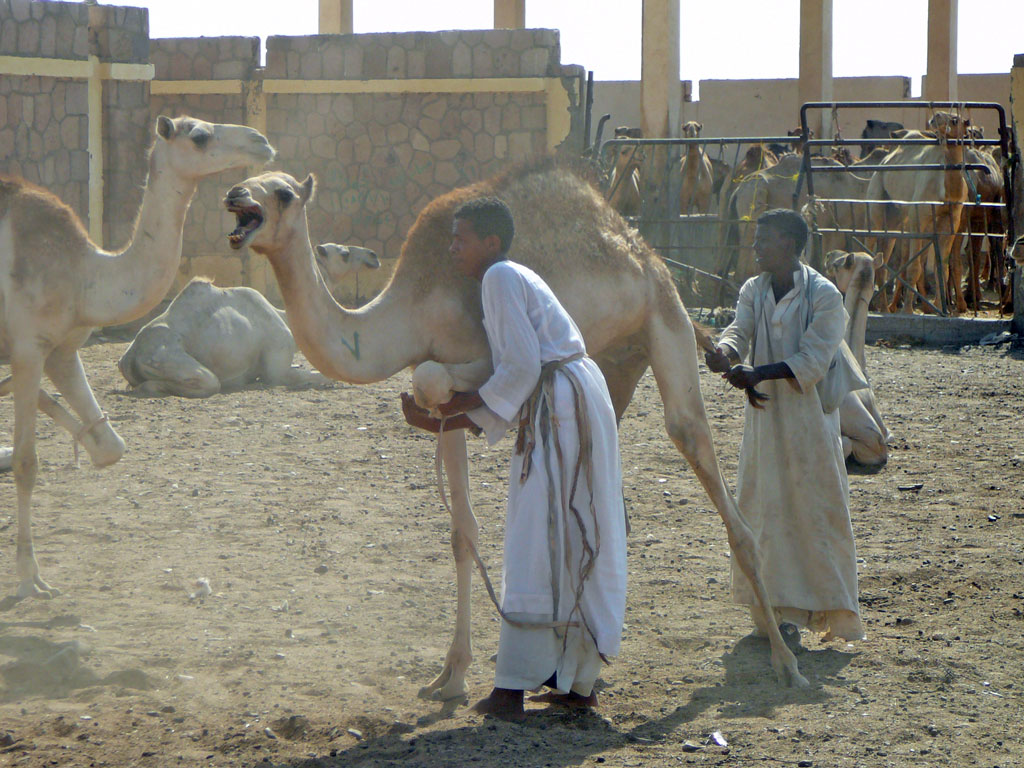
Vorbereitung für den Transport
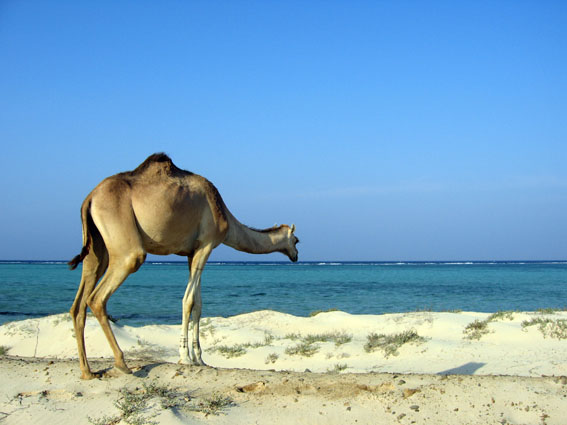
Dromedar am Roten Meer
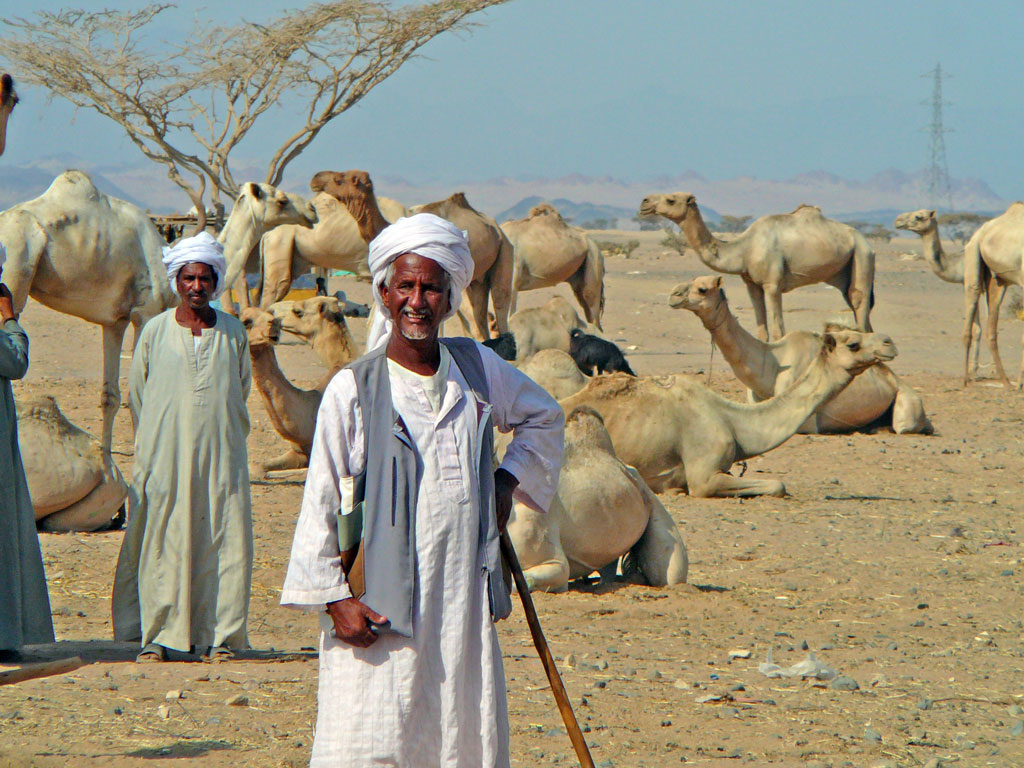
Dromedarmarkt mit Bescha-Angehörigem